# Tortillita de camarones

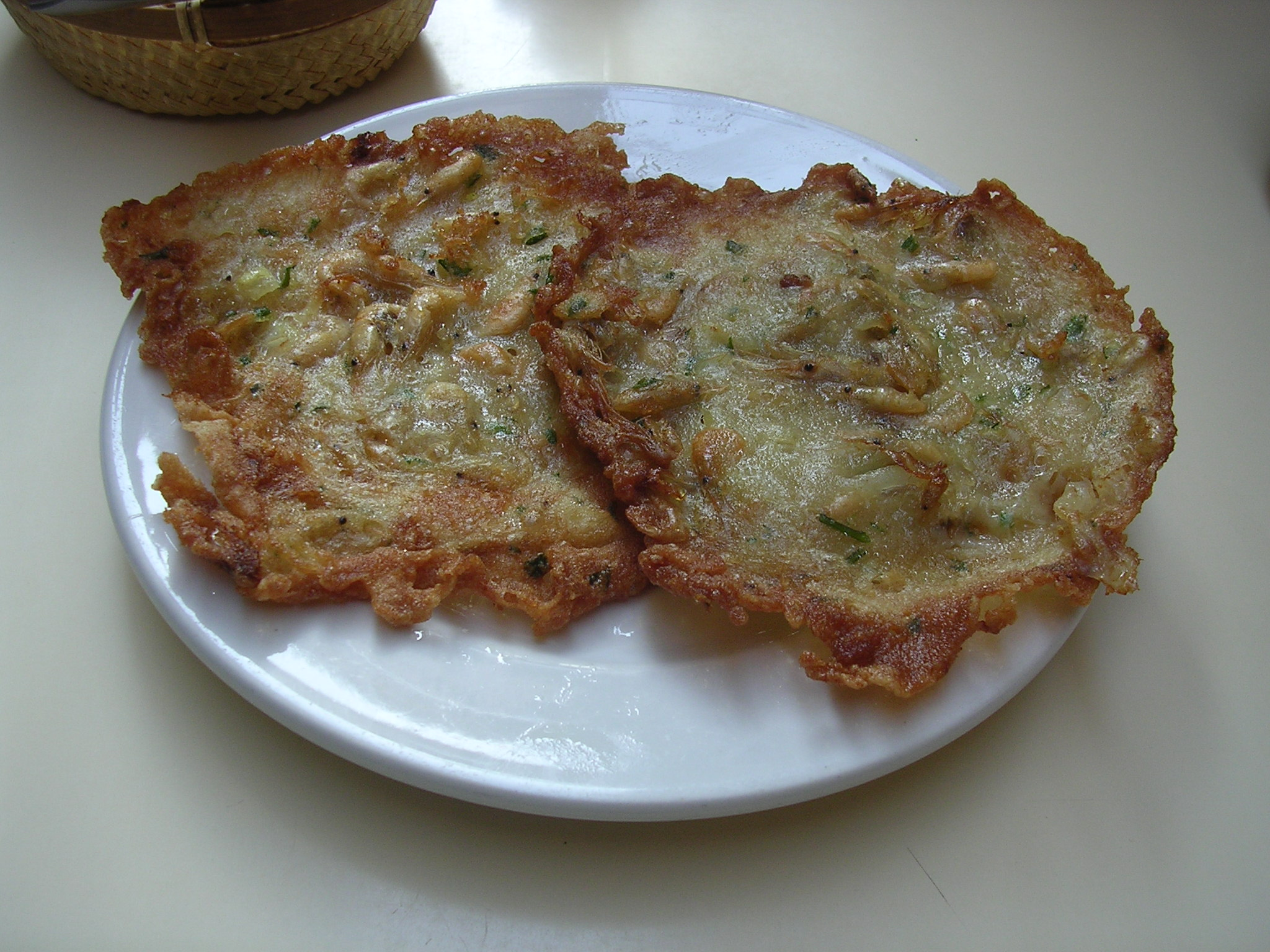
Tortilla de camarones en Málaga.

La tortillita de camarones, originaria de San Fernando, Cádiz, Andalucía, es una tortilla a base de harina de trigo, harina de garbanzo, agua, sal, cebolleta o cebolla, perejil y camarones (preferentemente vivos). Se hace una masa líquida plana y se fríe en la sartén en abundante aceite de oliva.

## Características

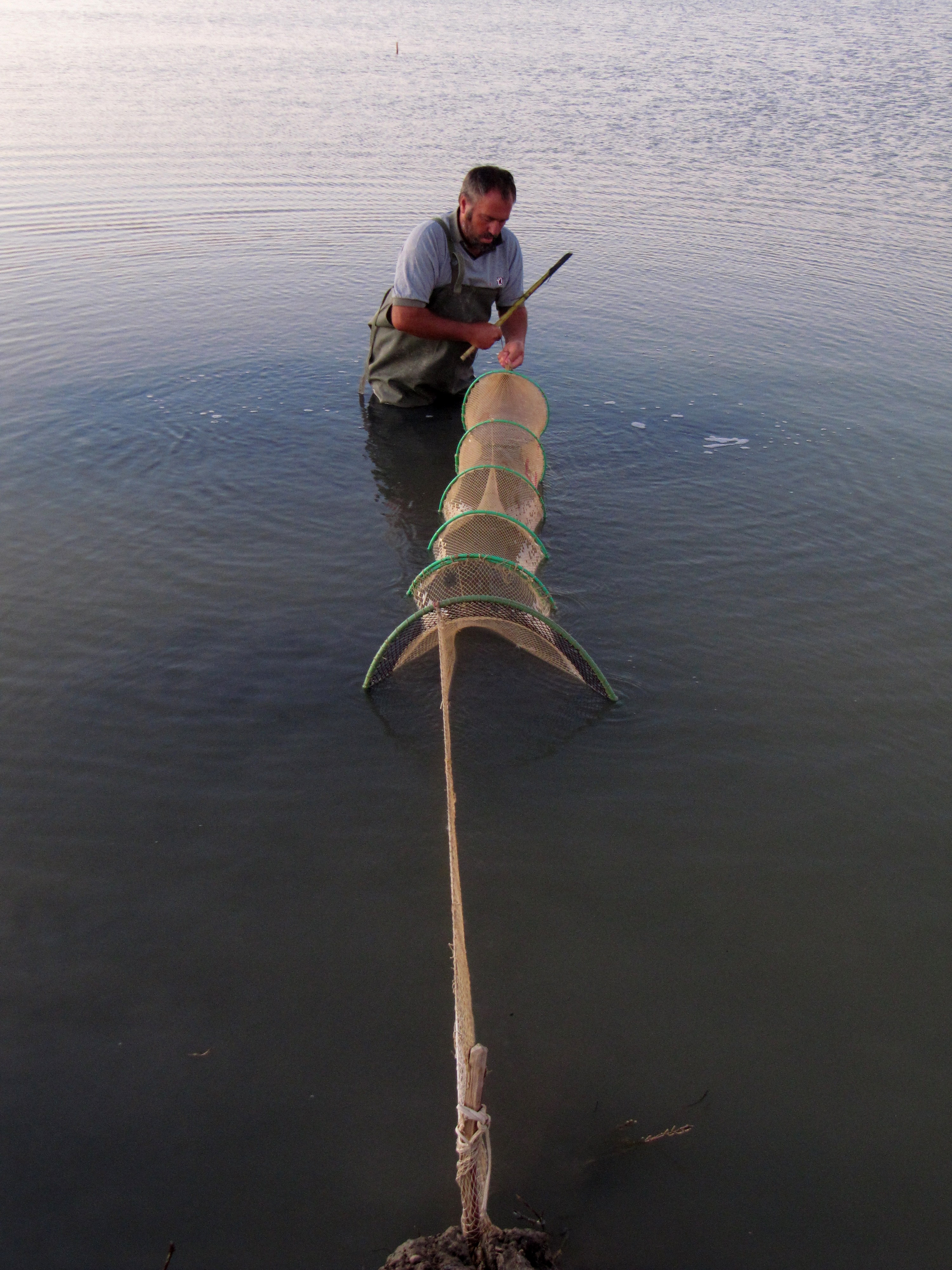
Nasa para pescar camarones, marisma en Sanlúcar de Barrameda

Se recomienda comer recién fritas para que estén crujientes. Suelen llevar pequeños acompañamientos y es frecuente verlas como tapa. Actualmente es un plato típico de Andalucía, especialmente en la provincia de Cádiz, y más concretamente de la zona costera de Sanlúcar de Barrameda, Puerto Real y San Fernando. No deben confundirse los camarones de Cádiz con los de otras zonas: son los más pequeños, que también se utilizan de cebo vivo para pescar.

## Origen

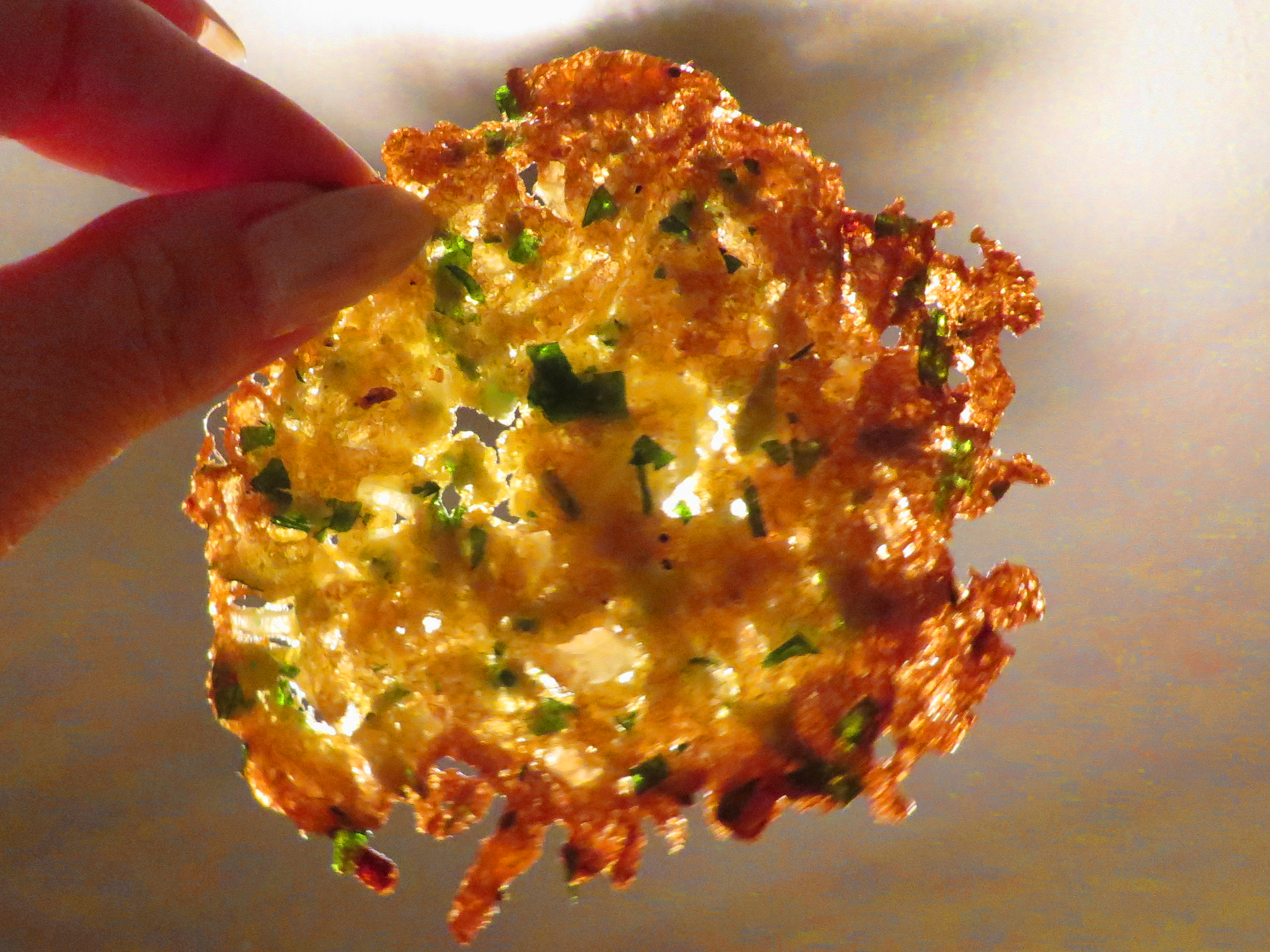
Tortilla de camarones según cánones de Sanlúcar de Barrameda

Según Manuel Ruiz Torres, el origen de esta comida está en la mezcla de la farinata genovesa y las gachuelas españolas